# 新・恋愛小説館
『新・恋愛小説館』（しん・れんあいしょうせつかん）は、NHKの『ドラマ新銀河』で1995年12月18日から12月21日まで放送されたテレビドラマ。連城三紀彦の同名の短編小説集を原作とする、1話完結の朗読ドラマ。全4回。

## キャスト
- 真野響子
- 久米明
- 原田美枝子
- 五代高之
- 奥村公延

## スタッフ
- 脚本 - 津川泉[1]
- 制作統括 - 村山昭紀[1]、河村正一[1]
- 演出 - 河村正一[1]
- 美術 - 佐野均[1]
- 技術 - 高橋邦彦[1]
- 音響効果 - 川崎清[1]
- 制作 - NHK

## サブタイトル
- 第1回 即興曲
- 第2回 落葉樹
- 第3回 緋い石
- 第4回 彩雲